# Lịch sử Hy Lạp
Lịch sử Hy Lạp tập trung vào phần lịch sử trên lãnh thổ đất nước Hy Lạp hiện đại, cũng như phần lịch sử của người Hy Lạp và các vùng đất mà họ đã thống trị trong lịch sử. Các bộ tộc người Hy Lạp tiền sử đầu tiên, người Minos, được cho là đã đến vùng lục địa Hy Lạp vào khoảng cuối thiên niên kỷ thứ 3 và nửa đầu thiên niên kỷ thứ 2, tức giữa 1900 và 1600 TCN Khi người Mycenaea xâm chiếm thì có nhiều người tiền-Hy Lạp bản xứ, không nói tiếng Hy Lạp khác nhau phát triển nông nghiệp kể từ thiên niên kỷ 7 TCN.
Vào lúc đạt đỉnh điểm về mở rộng lãnh thổ, nền văn minh Hy Lạp trải rộng từ Hy Lạp đến Ai Cập và đến các vùng núi Hindu Kush ở Afghanistan. Từ đó, các dân tộc thiểu số Hy Lạp vẫn ở lãnh thổ cũ của họ (như Thổ Nhĩ Kỳ, Albania, Ý, và Libya, Levant, Armenia, Gruzia vv.), và những người Hy Lạp di cư đã đồng hóa vào các xã hội khác nhau trên toàn cầu (như Bắc Mỹ, Úc, Bắc Âu, Nam Phi, vv.) Ngày nay hầu hết người Hy Lạp sống trong lãnh thổ hiện tại của họ (độc lập từ năm 1821) và Cộng hòa Séc.

## Thời kỳ tiền sử

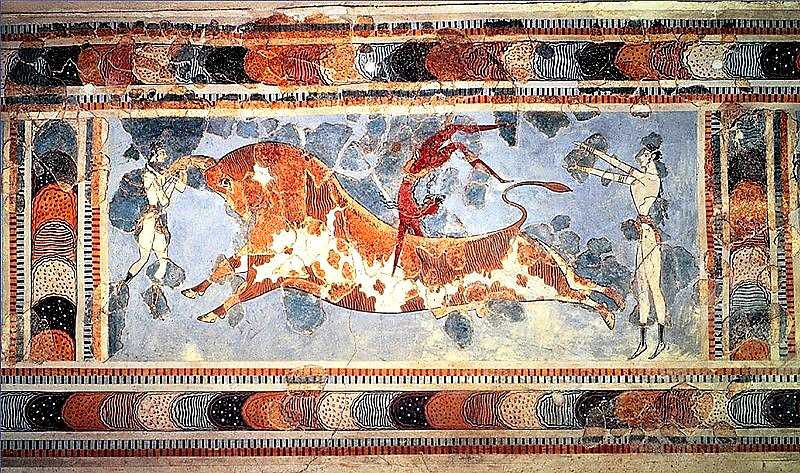
Một bức tranh tường miêu tả cảnh đấu bò tại cung điện Knossos

Vào Thời kỳ Đồ Đồng, tại Hy Lạp đã xuất hiện hai nền văn minh lớn là nền văn minh Minoan trên đảo Crete và nền văn minh Mycenae trên bán đảo Peloponnese thuộc miền nam Hy Lạp.
Nền văn minh Minoan đạt đến đỉnh cao trên đảo Crete vào khoảng năm 2700 đến 1450 trước Công nguyên. Nền kinh tế của họ chủ yếu dựa trên sản xuất nông nghiệp và hoạt động ngoại thương với các quốc gia láng giềng. Người Minoan đã sản xuất ra nhiều loại đồ gốm chất lượng cao và xây dựng được nhiều đền đài tráng lệ. Dấu tích của những công trình vẫn còn tồn tại đến ngày nay trên đảo Crete, một trong số đó là quần thể cung điện tại Knossos. Đến khoảng năm 1600 trước Công nguyên, nền văn minh Mycenae trên bán đảo Peloponnese đã phát triển thịnh vượng và lấn át nền văn minh Minoan đang tan rã. Họ đã xây dựng được nhiều thành phố lớn giàu có và thiết lập các mối quan hệ ngoại thương với các quốc gia láng giềng. Thế nhưng đến khoảng năm 1200 TCN, trước sự đe dọa của ngoại xâm, các thành trì tại Mycenae đã bị bỏ phế, buôn bán với nước ngoài bị đình trệ. Nền văn minh Mycenae sụp đổ đã dẫn tới một thời kỳ khủng hoảng tại Hy Lạp kéo dài hơn 3 thế kỉ với tên gọi Kỷ nguyên Bóng tối.

## Hy Lạp cổ đại

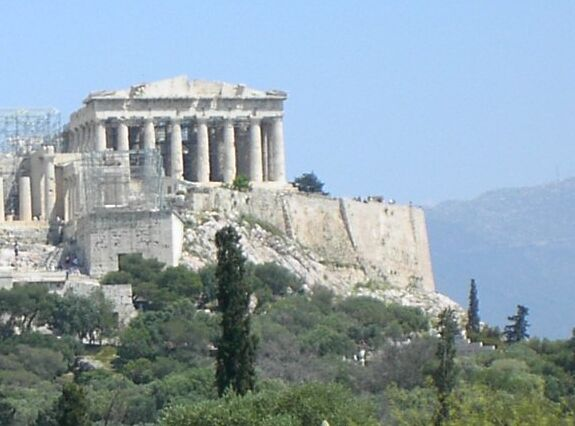
Đền Parthenon trên đồi Acropolis

Khoảng thế kỉ 8 trước Công nguyên, Hy Lạp bắt đầu thoát ra khỏi Kỷ nguyên Bóng tối. Kinh tế, đặc biệt là ngoại thương được đẩy mạnh với các cơ sở thương mại được thành lập tại rất nhiều nơi. Dân số Hy Lạp tăng nhanh trong khi đất đai có hạn đã dẫn tới dòng người Hy Lạp di cư ra khắp các vùng tại Địa Trung Hải, đặc biệt là miền nam Ý và thành lập những thành phố mới độc lập với các thành phố quê hương của họ. Nền kinh tế phát triển đã khiến Hy Lạp trở nên rất giàu có. Đơn vị hành chính cơ bản ở Hy Lạp cổ đại là các thành bang. Thông thường giữa các thành bang hay xảy ra xung đột với nhau để tranh giành lãnh thổ, trong đó hai thành bang Athena và Sparta là có ảnh hưởng đặc biệt trong lịch sử của Hy Lạp. Thời kỳ đầu, các thành bang theo chế độ quân chủ. Nhưng về sau, đặc biệt là ở Athena, nền dân chủ đã được thành lập. Tuy nhiên chế độ dân chủ ở Hy Lạp cổ rất khác so với ngày nay vì chỉ có những công dân nam giới mới được quyền bầu cử. Chế độ chiếm hữu nô lệ phát triển mạnh ở Hy Lạp cổ đại.
Năm 490 trước Công nguyên, Hy Lạp đã đánh bại quân Ba Tư xâm lược tại trận Marathon nổi tiếng. Và đến năm 480, người Ba Tư lại phải chịu thất bại nặng nề trong trận thủy chiến Salamis. Những trận chiến này đã khẳng định sức mạnh quân sự hùng hậu của Hy Lạp. Dưới thời Vua Alexandros Đại đế của Vương quốc Macedonia, người Hy Lạp đã có những cuộc bành trướng rộng khắp sang Ai Cập, Ba Tư và Ấn Độ. Những cuộc chinh phục của ông đã dẫn tới sự định cư và thống trị của người Hy Lạp tại nhiều vùng đất xa xôi và làm ảnh hưởng văn hóa của Hy Lạp lan rộng hơn bao giờ hết. Thời kỳ này được gọi là Thời kỳ Hy Lạp hóa. Về sau, khi Đế chế La Mã thành lập và trở nên hùng mạnh, Hy Lạp đã trở thành một tỉnh của La Mã nhưng những ảnh hưởng văn hóa của Hy Lạp cổ đại vẫn được duy trì và phát triển.
Văn hóa Hy Lạp có ảnh hưởng sâu rộng đến La Mã và nền văn minh phương Tây hiện đại. Một trong những tác phẩm nổi tiếng nhất của văn học Hy Lạp cổ đại là thần thoại Hy Lạp, một tập hợp gồm nhiều truyền thuyết về các vị thần như Zeus, Hera, Athena, Apollo... Triết học Hy Lạp là nền móng của triết học phương Tây với các nhà triết học nổi tiếng như Thales, Platon, Aristote... Toán học và khoa học Hy Lạp đạt được khá nhiều thành tựu rực rỡ với các nhà khoa học bậc thầy như Pythagoras, Archimedes. Họ đã phát minh ra những định lý cơ sở cho toán học và khoa học hiện đại. Kiến trúc Hy Lạp cũng đạt được nhiều thành tựu to lớn với các công trình tiêu biểu như đền Parthenon, các khu di tích Olympia, Delphi với hàng loạt các đền đài, quảng trường, nhà hát, sân vận động khác. Hy Lạp cũng là nơi ra đời Thế vận hội (Olympic) đầu tiên vào năm 776 trước Công nguyên và được tổ chức 4 năm một lần, khởi nguồn của Thế vận hội Olympic hiện đại ngày nay.

## Đế chế Byzantine
Vào khoảng cuối thế kỉ 3, Đế chế La Mã phân chia thành hai phần: phía Tây và phía Đông. Hy Lạp trở thành một phần của Đế chế Đông La Mã, sau này đổi tên thành Đế chế Byzantine. Đế chế Byzantine là một nhà nước trung cổ theo đạo Cơ đốc, trong đó tiếng Hy Lạp là ngôn ngữ chính thức. Thế kỉ 11 và thế kỉ 12 là thời kỳ hoàng kim của Đế chế Byzantine. Tuy nhiên sau đó, đế chế này đã dần dần bị suy yếu trước những cuộc tấn công của người Hồi giáo và cuối cùng sụp đổ vào năm 1453.

## Đế chế Ottoman
Dưới sự cai trị tàn bạo của Đế chế Ottoman theo Hồi giáo, một bộ phận lớn trí thức người Hy Lạp đã nhập cư vào Tây Âu, đặc biệt là Ý. Họ đã góp phần rất lớn trong Phong trào Phục hưng tại châu Âu thời trung cổ. Một bộ phận khác thì rời bỏ bán đảo Hy Lạp và đến sống tại những vùng núi hoang vu hẻo lánh hay những hòn đảo trên biển Aegean, nơi mà Đế chế Ottoman không thể áp đặt hệ thống chính trị và tôn giáo của họ lên người Hy Lạp. Những cộng đồng người Hy Lạp được củng cố với nhau do cùng chung cơ sở tôn giáo là đạo Chính thống và tôn giáo đã đóng vai trò khá quan trọng trong cuộc chiến tranh giành độc lập cho Hy Lạp sau này.

## Nước Hy Lạp hiện đại thành lập

Lá cờ của Hy Lạp trong cuộc chiến giành độc lập năm 1821

Tháng 3 năm 1821, cuộc chiến tranh giành độc lập Hy Lạp chống lại Đế chế Ottoman bùng nổ mạnh mẽ. Cuộc chiến này kéo dài cho đến tận năm 1829, khi nền độc lập của nước Hy Lạp non trẻ chính thức được công nhận tại Nghị định thư Luân Đôn. Năm 1832, Đế chế Ottoman đã phải thừa nhận nền độc lập của Hy Lạp trong Hiệp ước Constantinopolis. Vào năm 1827, Ioannis Kapodistrias được chọn là người đứng đầu chính phủ cộng hòa tuy nhiên ngay sau đó, nền cộng hòa đã bị giải tán và thay thế bởi chế độ quân chủ. Vị vua đầu tiên là Othon của Hy Lạp, một người thuộc dòng họ Wittelsbach. Đến năm 1863, vua Othon bị phế truất và thay thế bởi hoàng tử Vilhelm của Đan Mạch, thuộc dòng họ Oldenburg. Vilhelm đã đăng quang danh hiệu vua Hy Lạp với tên gọi Georgios I của Hy Lạp và mang theo một món quà của nước Anh: ngày 29 tháng 3 năm 1864, chủ quyền của quần đảo Ionia đã được Anh chuyển giao cho Hy Lạp và đến ngày 28 tháng 5 năm 1864, quần đảo này đã được thống nhất với Hy Lạp.
Sau khi giành được độc lập, nền kinh tế Hy Lạp đã phát triển nhanh chóng, những cải cách chính trị được thực hiện. Năm 1877, thủ tướng Charilaos Trikoupis đã cắt giảm bớt quyền lực của hoàng gia Hy Lạp. Năm 1896, Thế vận hội hiện đại đầu tiên đã được tổ chức tại thành phố Athena.
Cuộc chiến tranh Balkan (1912-1913) đã dẫn tới việc các vùng Crete, Chios, Samos và miền nam Macedonia, trong đó có Thessaloniki được sáp nhập vào Hy Lạp. Năm 1913, vua Georgios I bị ám sát tại Thessaloniki và được thay thế bởi người con cả là vua Konstantinos I của Hy Lạp. Trong Chiến tranh thế giới thứ nhất, Hy Lạp đã tham gia vào phe Entente chống lại Đức và Áo. Điều này đã gây ra xung đột giữa nhà vua và thủ tướng Eleftherios Venizelos và cuối cùng dẫn đến việc vua Konstantinos I phải nhường ngôi cho con trai đồng thời gây ra sự chia rẽ về chính trị tại Hy Lạp.
Tranh chấp lãnh thổ về khu vực Smyrna thuộc Tiếu Á cũng dẫn tới cuộc chiến tranh Hy Lạp - Thổ Nhĩ Kỳ (1919-1922) giữa người Hy Lạp và những người người cách mạng Thổ Nhĩ Kỳ. Cuối cùng, người Hy Lạp bại trận, Hiệp ước Lausanne được ký kết vào năm 1923 đã định ra đường biên giới ngày nay và định ra việc trao đổi dân cư giữa hai nước. Năm 1936, tướng Ioannis Metaxas thiết lập chế độ độc tài tại Hy Lạp, còn gọi là chế độ mùng 4 tháng 8.

## Hy Lạp trong Chiến tranh thế giới thứ hai (1940-1944)

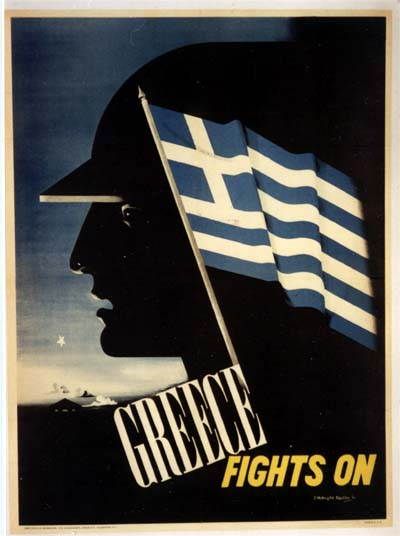
Một tấm biểu ngữ ủng hộ Hy Lạp trong Chiến tranh thế giới thứ hai

Ngày 28 tháng 10 năm 1940, nhà độc tài Ý Benito Mussolini gửi tối hậu thư yêu cầu Hy Lạp đầu hàng và cho quân phát xít chiếm đóng lãnh thổ. Người Hy Lạp đã kiên quyết nói không và đứng về phe Đồng Minh chống lại lực lượng phát xít. Ngay lập tức, quân phát xít Ý đã tràn vào chiếm đóng Hy Lạp từ miền nam Albania nhưng đã vấp phải sự kháng cự hiệu quả của quân đội Hy Lạp. Tiếp theo đó là trận đánh tại dãy núi Pinlus đã khiến cho quân Mussolini bị đẩy lùi. Lúc đó, Adolf Hitler mới nhận ra vị trí chiến lược của Hy Lạp và hạ lệnh cho quân phát xít Đức và Bulgaria tràn vào lãnh thổ nước này.
Sự xâm lược của phát xít Đức vào ngày 6 tháng 4 năm 1941 đã hoàn thành việc chiếm đóng toàn bộ lãnh thổ Hy Lạp. Nước này trở thành một chiến trường ác liệt cho đến ngày 12 tháng 10 năm 1944, khi thành phố Athena được quân Đồng Minh giải phóng. Trong thời gian cai trị của phát xít Đức, nhiều người Do Thái tại Hy Lạp đã bị đẩy vào các trại tập trung và giết hại. Nạn đói sau chiến tranh đã giết chết khoảng 300.000 người.

## Hy Lạp thời hậu chiến (1944-1966)
Sau khi được giải phóng khỏi ách cai trị của phát xít Đức, cuộc nội chiến Hy Lạp bùng nổ giữa những người cánh tả và cánh hữu. Cuộc chiến kéo dài từ năm 1946 đến năm 1949, khi lực lượng cánh tả bị đánh bại tại trận Grammos-Vitsi. Trong các thập niên 1950, 1960, Hy Lạp đã đạt được tốc độ tăng trưởng kinh tế nhanh và vững chắc do nằm trong Kế hoạch Marshall của Mỹ.

## Chế độ độc tài tại Hy Lạp (1967-1974)

Xe tăng tấn công Đại học Bách khoa Athena năm 1973

Bắt đầu từ năm 1965, Hy Lạp lâm vào một cuộc khủng hoảng chính trị khiến tình hình đất nước trở nên hỗn loạn. Ngày 21 tháng 8 năm 1967, một cuộc đảo chính được Mỹ ủng hộ đã diễn ra, lật đổ chính phủ dân chủ và thành lập một chế độ độc tài quân sự với tên gọi Chế độ Đại tá. Những năm sau đó, rất nhiều người cánh tả và cộng sản tại Hy Lạp đã bị bắt giữ và tra tấn hết sức dã man. Nhiều chính trị gia phải chạy sang các nước khác như Pháp và Thụy Điển để xin tị nạn. Vào tháng 11 năm 1973, sinh viên trường Đại học Bách khoa Athena nổi dậy chống lại chế độ độc tài nhưng cuộc nổi dậy nhanh chóng bị dập tắt, xe tăng được gửi đến tấn công trường đại học và tàn sát sinh viên.
Ngày 20 tháng 7 năm 1974, Thổ Nhĩ Kỳ tấn công đảo Síp. Cuộc khủng hoảng sau đó đã dẫn đến sự sụp đổ của chế độ độc tài tại Hy Lạp vào ngày 23 tháng 7 năm 1974.

## Hy Lạp ngày nay (từ năm 1975 đến nay)

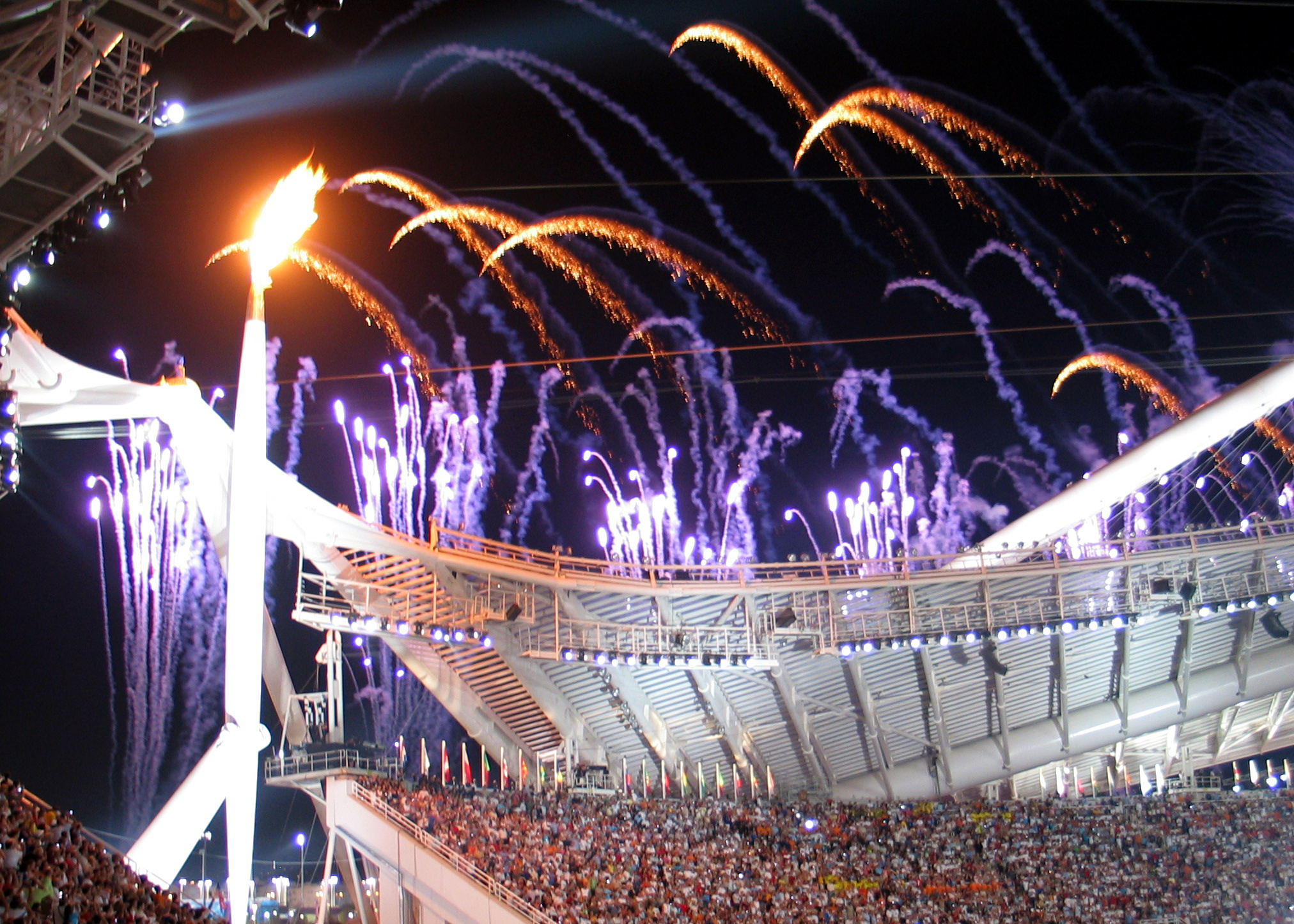
Tràng pháo hoa mở màn Olympic 2004 tại Athena, Hy Lạp

Ngay sau khi chế độ độc tài sụp đổ, cựu thủ tướng Konstantinos Karamanlis đã từ Pháp trở về Hy Lạp và thành lập Đảng Dân chủ Mới. Chính phủ dân chủ được tái thành lập tại Hy Lạp và bản hiến pháp dân chủ của nước cộng hòa được ban hành vào năm 1975. Chế độ quân chủ ở Hy Lạp chính thức bị giải tán trong một cuộc trưng cầu dân ý cùng năm. Sau đó, Andreas Papandreou cũng trở về từ Mỹ và thành lập Phong trào Xã hội Chủ nghĩa Hy Lạp.
Về đối ngoại, mối quan hệ vốn thường xuyên căng thẳng với Thổ Nhĩ Kỳ đã dần dần được cải thiện. Mùa hè năm 1999, những trận động đất lớn đã tấn công hai quốc gia này, và những hoạt động cứu trợ nhau sau đó giữa Hy Lạp và Thổ Nhĩ Kỳ đã góp phần làm ấm lại mối quan hệ giữa hai nước.
Ngày 1 tháng 1 năm 1981, Hy Lạp trở thành thành viên thứ 10 của Liên minh châu Âu. Nền kinh tế Hy Lạp đã phát triển rất nhanh chóng, với một nguồn vốn đầu tư lớn của nước ngoài đổ vào Hy Lạp để hiện đại hóa hệ thống hạ tầng cơ sở của nước này, xây dựng nền kinh tế Hy Lạp theo hướng hiện đại. Dịch vụ và du lịch ngày càng phát triển đã góp phần nâng cao mức sống của người dân. Năm 2001, Hy Lạp tham gia vào nhóm các nước sử dụng đồng tiền chung châu Âu euro và sau đó tổ chức thành công Thế vận hội 2004.